# Aglaia flavescens
Espèce
Synonymes
- Aglaia lauterbachiana Harms[1]

Statut de conservation UICN

 VU D2 : Vulnérable
Aglaia flavescens est une espèce de plantes de la famille des Meliaceae.

## Publication originale
- Nova Guinea 8: 426. 1910.